# بول تورنر (مخرج)
باول تورنر (بالإنجليزية: Paul Turner)‏ هو كاتب سيناريو ومخرج بريطاني، ولد في 1945 في كورنوال في المملكة المتحدة.

## وصلات خارجية
- بول تورنر على موقع IMDb (الإنجليزية)
- بول تورنر على موقع ألو سيني (الفرنسية)
- بول تورنر على موقع أول موفي (الإنجليزية)
- بول تورنر على موقع قاعدة بيانات الأفلام السويدية (السويدية)
- بول تورنر على موقع كينوبويسك (الروسية)